# 黑水站
黑水站是位于吉林省白城市洮南市黑水镇的一个铁路车站，邮政编码137101。车站建于1923年，有平齐铁路经过该站，现仅办理货运，不办理客运业务，车站及其上下行区间均未电气化。车站距离四平站305公里，隶属沈阳铁路局白城车务段，是四等站。